# Július 10.
Július 10. az év 191. (szökőévben 192.) napja a Gergely-naptár szerint. Az évből még 174 nap van hátra.
Névnapok: Amália + Alma, Almanda, Amál, Amilla, Bekény, Bekes, Elma, Engelbert, Január, Kanut, Kenese, Melina, Rubin, Rubina, Rubinka, Rufina, Szilvána, Szilvánusz, Ulrik

## Események
- 1290 – IV. (Kun) László magyar királyt meggyilkolják.
- 1413 – I. Mehmed tönkreveri I. Músza oszmán szultán seregeit Szófiánál.
- 1521 – Piri Mehmed nagyvezír hozzákezd Nándorfehérvár külső falainak lövéséhez.
- 1541 – I. Szulejmán szultán előhada Buda alá ér.
- 1584 – Delftben egy bérgyilkos megöli Orániai Vilmost, a "Hallgatag Herceget", Németalföld függetlenségi mozgalmának vezetőjét, akinek fejére II. Fülöp spanyol király vérdíjat tűzött ki.
- 1778 – XVI. Lajos francia király hadat üzen Angliának, támogatva a függetlenségükért küzdő  amerikai angol gyarmatokat.
- 1897 – Miskolcon beindul a villamosforgalom.
- 1924 – Nyolc hónapi fogházat és 200 ezer korona pénzbüntetést kap József Attila a Lázadó Krisztus című verséért.
- 1940 – Mussolini, Olaszország vezére hadat üzen Nagy-Britanniának és (a németek által már levert) Franciaországnak.
- 1940 – Franciaország németektől meg nem szállt területén, a Francia Államban, megalakul a kollaboráns Vichy-kormány, élén Henri Philippe Pétain marsall teljhatalmú állam- és kormányfővel.
- 1941 – Az Egyesült Államok kiutasítja a német konzulátus tagjait.
- 1962 – Fellövik az első amerikai távközlési műholdat (Telstar–1), melynek segítségével televíziós közvetítés történik az USA és Nagy-Britannia között.
- 1973 – A Bahama-szigetek elnyeri függetlenségét.
- 1985 – A francia titkosszolgálat az új-zélandi Auckland kikötőjében elsüllyeszti a Greenpeace környezetvédő szervezet Rainbow Warrior nevű hajóját. Franciaország honvédelmi minisztere az ügy miatt később lemondásra kényszerül.

## Sportesemények
Formula–1
- 1965 –  brit nagydíj, Silverstone - Győztes: Jim Clark  (Lotus Climax)
- 1988 –  brit nagydíj, Silverstone - Győztes: Ayrton Senna  (McLaren Honda Turbo)
- 1994 –  brit nagydíj, Silverstone - Győztes: Damon Hill  (Williams Renault)
- 2005 –  brit nagydíj, Silverstone - Győztes: Juan Pablo Montoya  (McLaren Mercedes)
- 2011 –  brit nagydíj, Silverstone - Győztes: Fernando Alonso  (Ferrari)
- 2016 –  brit nagydíj, Silverstone - Győztes: Lewis Hamilton  (Mercedes)

## Születések
- 1451 – III. Jakab skót király († 1488)
- 1509 – Kálvin János francia származású svájci reformátor († 1564)
- 1517 – Odet de Coligny, másképp Châtillon bíboros, Coligny admirális fivére, Toulouse érseke, Beauvais püspöke, pair, később a hugenották egyik vezére († 1571)
- 1658 – Luigi Ferdinando Marsigli olasz földrajztudós, műgyűjtő, diplomata, utazó, tudós, hadmérnök, nyelvész-filológus, katona és kalandor († 1730)
- 1813 – Rózsa Sándor az egyik legismertebb magyar betyár († 1878)
- 1819 – Pieter Bleeker holland orvos és ichthiológus († 1878)
- 1856 – Nikola Tesla szerb származású elektromérnök († 1943)
- 1867 – Miksa badeni herceg ő volt a Német Birodalom 8. kancellárja († 1929)
- 1871 – Marcel Proust francia író († 1922)
- 1875 – Danckai Pattantyús Ábrahám Dezső ügyvéd, 1919-ben a második szegedi kormány miniszterelnöke († 1973)
- 1892 – Hellenbach Gottfried magyar földbirtokos, jogi doktor, országgyűlési képviselő († 1985)
- 1895 – Carl Orff német zeneszerző, a "Carmina Burana"  szerzője († 1982)
- 1902 – Kurt Alder Nobel-díjas német kémikus († 1958)
- 1918 – Fred Wacker amerikai autóversenyző († 1998)
- 1920 – Domahidy László magyar operaénekes, érdemes művész († 1996)
- 1922 – Jake LaMotta amerikai profi ökölvívó († 2017)
- 1926 – Fred Gwynne amerikai színész („Herman Munster”) († 1993)
- 1928
  - Alejandro De Tomaso olasz autóversenyző († 2003)
  - Szathmáry György, költő, műfordító († 1990)
- 1931 – Alice Munro irodalmi Nobel-díjas kanadai író († 2024)
- 1933 – Janáky Viktor magyar keramikus († 1999)
- 1942 – Ronnie James Dio (eredeti nevén Ronald James Padavona) olasz származású amerikai heavy metal énekes és szövegíró († 2010)
- 1946 – Jean-Pierre Jarier francia autóversenyző
- 1946 – Sue Lyon amerikai színésznő († 2019)
- 1949 – Dunai Tamás Jászai Mari-díjas magyar színész, színigazgató, kiváló művész († 2023)
- 1954 – Neil Tennant zenész, a Pet Shop Boys együttes frontembere
- 1956 – Monok István Széchenyi-díjas, Bolyai-díjas irodalom- és művelődéstörténész, könyvtáros, bibliográfus, az OSZK főigazgatója, 2013-tól a Magyar Tudományos Akadémia Könyvtár és Információs Központ főigazgatója
- 1969 – Gale Harold amerikai színész
- 1973 – Kontur András, magyar szobrász
- 1975 – Palkovics Krisztián magyar jégkorongozó
- 1976 – Elissa Slotkin amerikai politikus
- 1977 – Martin Čotar horvát kerékpározó
- 1980 – Thomas Ian Nicholas, amerikai színész
- 1983 – Horváth Gábor magyar labdarúgó, jelenleg a Rákospalotai EAC játékosa
- 1984 – Mark González chilei labdarúgó
- 1985 – Lucimara Silva brazil atléta

## Halálozások
- 1247 – Buzád nembeli István zágrábi püspök
- 1290 – IV. (Kun) László, magyar király (* 1262)
- 1413 – I. Músza, oszmán szultán, menekülés közben meggyilkolják (* ?)
- 1460 – Humphrey Stafford, Buckingham hercege, a franciaországi csapatok angol parancsnoka a százéves háborúban  (* 1402)
- 1559 – II. Henrik, francia király (* 1518)
- 1584 – I. Vilmos, Oránia hercege, a „hallgatag herceg”, Németalföld helytartója, a „holland haza atyja”, a németalföldi szabadságharc vezetője (* 1533)
- 1692 – Heinrich Bach, német orgonista, zeneszerző (* 1615)
- 1851 – Louis Daguerre, francia díszlettervező, a fényképészet úttörője, a daguerreotípia feltalálója (* 1787)
- 1873 – Latabár Endre magyar színész, színiigazgató, zeneszerző (* 1811)
- 1884 – Paul Morphy, az első nem hivatalos sakkvilágbajnok (* 1837)
- 1902 – Schlauch Lőrinc nagyváradi római katolikus püspök, bíboros, egyházjogász, valóságos belső titkos tanácsos, a Magyar Tudományos Akadémia igazgatósági tagja (* 1824)
- 1952 – Mály Gerő, erdélyi magyar színész, filmszínész (* 1884)
- 1955 – Jerry Hoyt amerikai autóversenyző (* 1929)
- 1973 – Schandl József mezőgazdász, állatorvos, egyetemi tanár, MTA-tag (* 1885)
- 1986
  - Molnár Csilla, magyar szépségkirálynő (Miss Hungary) volt 1985-ben (* 1969)
  - Kalmár Ilona magyar kereskedő, bridzsoktató, Móra Ferenc időskori múzsája (* 1902)
- 1993 – Kun Péter, az Edda Művek gitárosa (* 1967)
- 1998 – Bencsik István magyar középiskolai és egyetemi tanár, politikus (* 1910)
- 2006 – Samil Baszajev, csecsen szeparatista vezér (* 1965)
- 2013 – Emőd György magyar színész, rendező (* 1955)
- 2015 – Omar Sharif, kétszeres Golden Globe-díjas egyiptomi színész (* 1932)
- 2015 – Roger Rees Tony-díjas, walesi, amerikai színművész, rendező (* 1944)
- 2016 – Pethő Zsolt Balázs Béla-díjas magyar zeneszerző, a Pannónia Filmstúdió zenei referense (* 1937)
- 2020
  - Koncz Ferenc politikus, országgyűlési képviselő, Szerencs korábbi polgármestere (* 1959)
  - Lara van Ruijven világbajnok holland rövidpályás gyorskorcsolyázó (* 1992)

## Nemzeti ünnepek, emléknapok, világnapok
- Pecserszki Szent Antal (983–1073) szerzetes emléknapja; ő és társa, Szent Teodóz alapították meg a kijevi Pecserszka Lavra kolostort
- Norvégiai Szent Olaf (II. Olaf, 995–1030) norvég király, vértanú emléknapja
- Dániai Szent Knut (IV. Knut, 1043–1086) dán király, vértanú emléknapja
- Svéd Szent Erik (IX. Erik, 1120 k.–1160) svéd király, vértanú emléknapja
- a damaszkuszi boldog vértanúk napja (az 1860 júliusában Libanonban és Szíriában lezajlott keresztényirtásra emlékezve)
- Bahamai Köztársaság - nemzeti ünnepe - a függetlenség napja 1973 óta